# Vidrátszeg
Vidrátszeg (románul Vidrasău) falu Romániában, Erdélyben, Maros megyében.

## Fekvése
Radnóttól északkeletre, Marosvásárhelytől 14 km-re délnyugatra a Maros bal partján fekszik. Közigazgatásilag Nyárádtőhöz tartozik.

## Története
A falu nevét 1383-ban említette először oklevél Vidrazeg alakban. Későbbi névváltozatai: 1465-ben p. Vydradzeg, 1467-ben és 1519-ben p. Wydradzeg.
1466 előtt Vidrátszeg  Meggyesfalvi Alárd László birtoka volt, ekkor azonban cserében Bogáti Andráshoz került. 1467-ben Szengyeli néhai benedek fia Mátyás tiltakozik amiatt, hogy néhai apja birtokának negyedét eladta Meggyesfalvi Alárd Jakabnak. 1473-ban ecclesia parochialis B. Elizabet vidue in Wydradzeeg néven említették a falu (1235-ben) Árpád-házi Szent Erzsébet tiszteletére szentelt templomát és a Kerelő és Cseged felé menő Kövesutat (via communis Kweswth) és a Berethalom nevű hegytetőt is. Birtokosai ekkor a Vidraszegi ~  Vidrádszegi, Mf. Alárdfi, Teremi ~  Teremi Sikesd, Szengyeli, Bethleni, Forrai és más családok voltak. 1482-ben Mátyás király parancsára ecsedi Báthory István vajdát, adomány címén, iktatták be Vidrátszeg birtokába. 1910-ben 693 lakosából 544 fő román, 85 cigány, 58 magyar, 6 német volt. A népességből 373 fő görögkatolikus, 44 református, 249 görögkeleti ortodox volt.
A trianoni békeszerződésig Kis-Küküllő vármegye Radnóti járásához tartozott. 1941–1956 között kivált belőle Recsa.

## Népesség
1992-ben 819 lakosából 517 román és 4 magyar volt.
A 2002-es népszámláláskor 899 lakosa közül 789 fő (87,8%) román, 100 (11,1%) cigány, 10 (1,1%) magyar volt.

## Látnivalók
- Határában van Marosvásárhely repülőtere, melyet 1969-ben építettek ki. Előtte az 1912-ben itt repülőbemutatót tartott Aurel Vlaicu szobra áll.